# Gustaf Piper
Gustaf Piper, född 14 juli 1771 i Stockholm, död 17 april 1857 i Lidköping, var en svensk greve och militär.

## Biografi
Gustaf Piper föddes 1771 i Stockholm. Han var son till Carl Gustaf Piper. Piper skrevs in i krigstjänst 1773 och blev 6 juni 1777 fanjunkare vid Husarregementet. Han blev 20 mars 1782 fänrik vid Svea livgarde, 20 december 1792 löjtnant vid livregementets husarkår, 23 juni 1794 ryttmästare vid Livregementets husarkår och 30 oktober 1796 birigadadjutant vid Livregementsbrigaden. Piper blev 9 december 1802 major i Livregementets kyrassiärkår, med avsked 25 maj 1805. Han utnämndes 1 december 1824 till riddare av Nordstjärneorden, 31 augusti 1829 kommendör av Vasaorden och blev 1835 överstekammarjunkare. Piper utnämndes 10 november 1851 till kommendör med stora korset av Svärdsorden. Han avled 1857 i Lidköping och begravdes bredvid sin fru i Pipierska graven i Ängsö kyrka.

### Familj
Piper  gifte sig 9 oktober 1798 i Stockholm med hovfröken friherrinnan Jacquette Elisabet Du Rietz af Hedensberg (1781–1816), dotter till generallöjtnanten och landshövdingen Anders Rudolf Du Rietz och friherrinnan Charlotta De Geer af Leufsta. De fick tillsammans barnen Hedvig Charlotta Jacquette Piper (1799–1882) som var gift med överstelöjtnanten, greve Hugo Didrik Hamilton, Christina Charlotta Piper (1800–1835), Carl Gustaf Piper (1802–181), Ebba Sofia Piper (1806–1874) som var gift med kaptenen, greve Stellan Hampus Mörner af Morlanda och Lovisa Piper (1808–1879) som var gift med  legationssekreteraren, greve Johan David Hamilton.